# Ricardo Verdugo Landi
Ricardo Verdugo Landi (Málaga, 27 de enero de 1871-Madrid, 3 de octubre de 1930) fue un pintor y dibujante español discípulo de Emilio Ocón y Rivas. Su especialidad eran las marinas. Algunas de sus obras se encuentran expuestas en el Museo del Prado de Madrid, el Museo Nacional de Arte de Cataluña y el Museo Carmen Thyssen Málaga.

## Biografía
El 27 de enero de 1871 nacía Ricardo Verdugo Landi en el nº 10 de Calle Comedias en Málaga. Sus aficiones artísticas pronto lo llevaron a inscribirse en la Escuela de Bellas Artes en 1886 donde se convirtió en un discípulo predilecto de Emilio Ocón y Rivas, en la recién instaurada cátedra de Paisaje, quien lo instruye en el arte de extraer poesía y emoción pintando cielo y agua, influyéndolo decididamente por el género de la marina. Pese a su vocación temprana por las marinas, sus obras de juventud se acercan al fortunismo.
Como otros tantos, consolida su carrera a través de la participación asidua en las Exposiciones Nacionales desde 1892, registrándose en ellas como alumno de Martínez de la Vega y Emilio Ocón. Su primera recompensa oficial la obtiene en la Exposición Nacional de 1892 con la obra Desembarcando con la que obtiene mención honorífica. En 1895 participa con Naufragio y en 1899 con Oleaje con la que vuelve a obtener mención honorífica se repiten los premios en 1906, 1917 en Panamá, en 1919 Diploma de Honor en Zaragoza y en 1920 en Madrid y Barcelona.
Su carrera es iniciada en Málaga donde alterna su carrera artística con un puesto de conservador en el Museo Municipal, cargo que desempeña entre 1895 y 1897, fecha en la que dimite y es recompensado económicamente por el Ayuntamiento en reconocimiento a su buena labor.

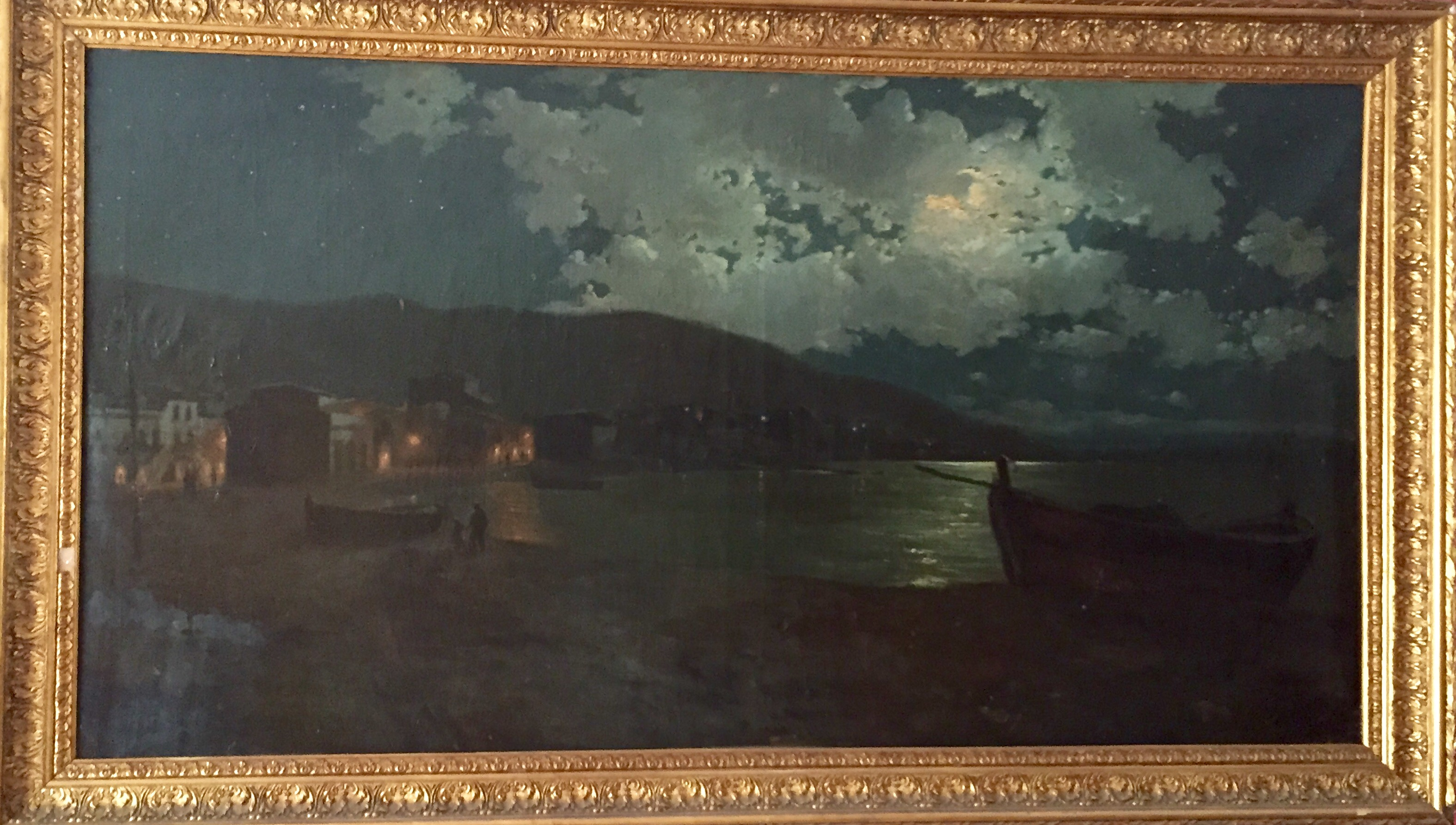
Vista nocturna de la caleta de Málaga

Más adelante se marcha a Madrid, dónde inicia una trayectoria profesional como periodista. Comienza como retocador del periódico ABC por un sueldo de treinta duros. En el momento del nacimiento del príncipe de Asturias, se le ocurrió hacer su primera composición fotográfica debido a que se les prohibió la entrada a los periodistas al palacio real. Compuso una escena con una canastilla de encajes, colocó en ella a un recién nacido, escogió de los archivos las fotografías de los grandes de España que tenían acceso a la Cámara Real, los agrupó alrededor del infante en la ceremonia de presentación. Aquella composición le valió el nombramiento, por Luca de Tena, como director artístico de todas las publicaciones de ABC.
Fue fundador junto con su hermano Francisco de la revista La Esfera y Nuevo Mundo, donde publica ilustraciones de sus obras y colabora en la redacción y dirección. Por aquel entonces, La Esfera era una de las publicaciones más importantes en la divulgación de contenido artístico y cultural en España. Contaba en sus páginas con numerosas reproducciones de obras.
Su vocación artística también lo llevó al campo de la ilustración con grandes recursos, dados sus conocimientos en la labor periodística y editorial. Durante más de treinta años no interrumpió su asistencia a certámenes y exposiciones tanto nacionales como internacionales. Se instalaría definitivamente en la capital y se relacionaría con artistas como Prado López, Muñoz Degrain, Moreno Carbonero y la Asociación de Pintores y Escultores de Madrid, aunque nunca perdió sus contactos con su ciudad de origen. En 1924 es nombrado miembro del jurado de carteles de Semana Santa que organizó la Agrupación de Cofradías de Málaga. Málaga lo acoge en su Academia de San Telmo y el Ayuntamiento lo nombra hijo predilecto, consecuencia de la difusión por medio de sus obras, de la belleza de las costas malagueñas. A los cincuenta y nueve años de edad, el 10 de octubre de 1930, sucede el óbito del artista, al que se honra con un medallón grabado con su nombre en un acantilado de los que retrató con sus pinceles y de cara al mar que tanto amó.

## Obra
Su obra está centrada en la representación del mar y la geografía costera, principalmente de la costa andaluza por la que sentía predilección, aunque también retrató las costas norteñas así como sus valles frondosos e industrias. En su estilo se mezcla la composición clásica con la evocación romántica y el naturalismo con el idealismo, granjeándose en su madurez un sello acertado e identificativo por el que las marinas de Málaga de principio de siglo tuvieron su apellido y sus pinceladas.
- Buscando conchas en la playa (1920-1930)
- La llegada de las barcas (1910-1920)
- Bellas vistas (circa 1917)
- La persecución (circa 1917)

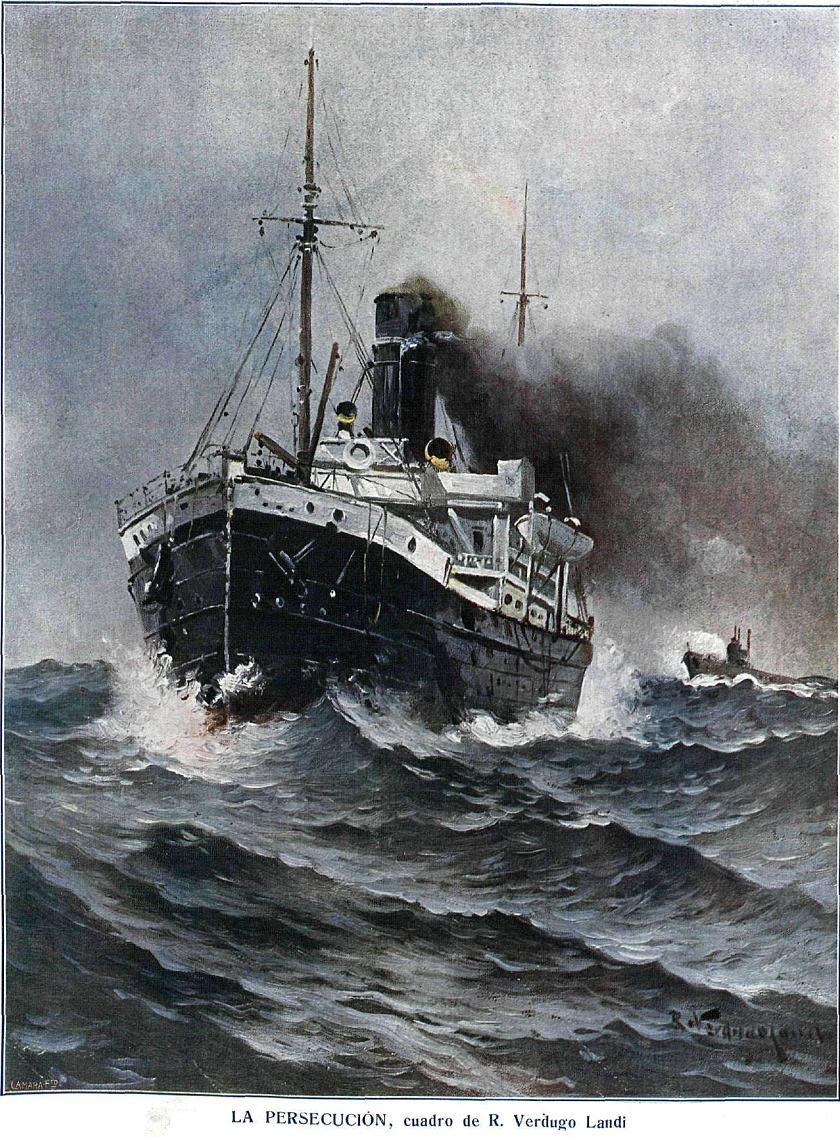
La persecución (circa 1917), recogida en las páginas de la revista La Esfera.
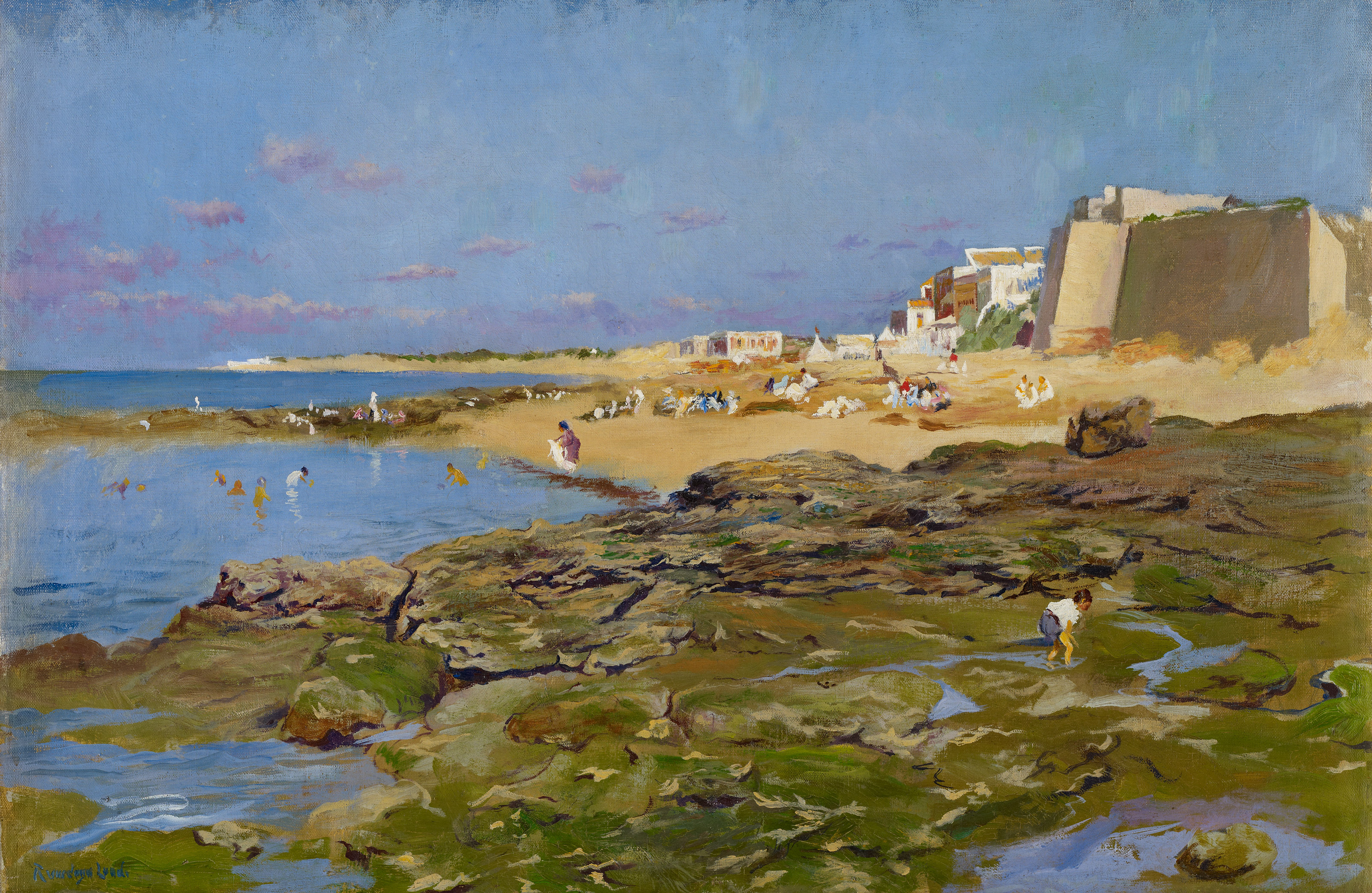
Buscando conchas en la playa (1920-1930). Óleo sobre lienzo, Museo Carmen Thyssen Málaga.
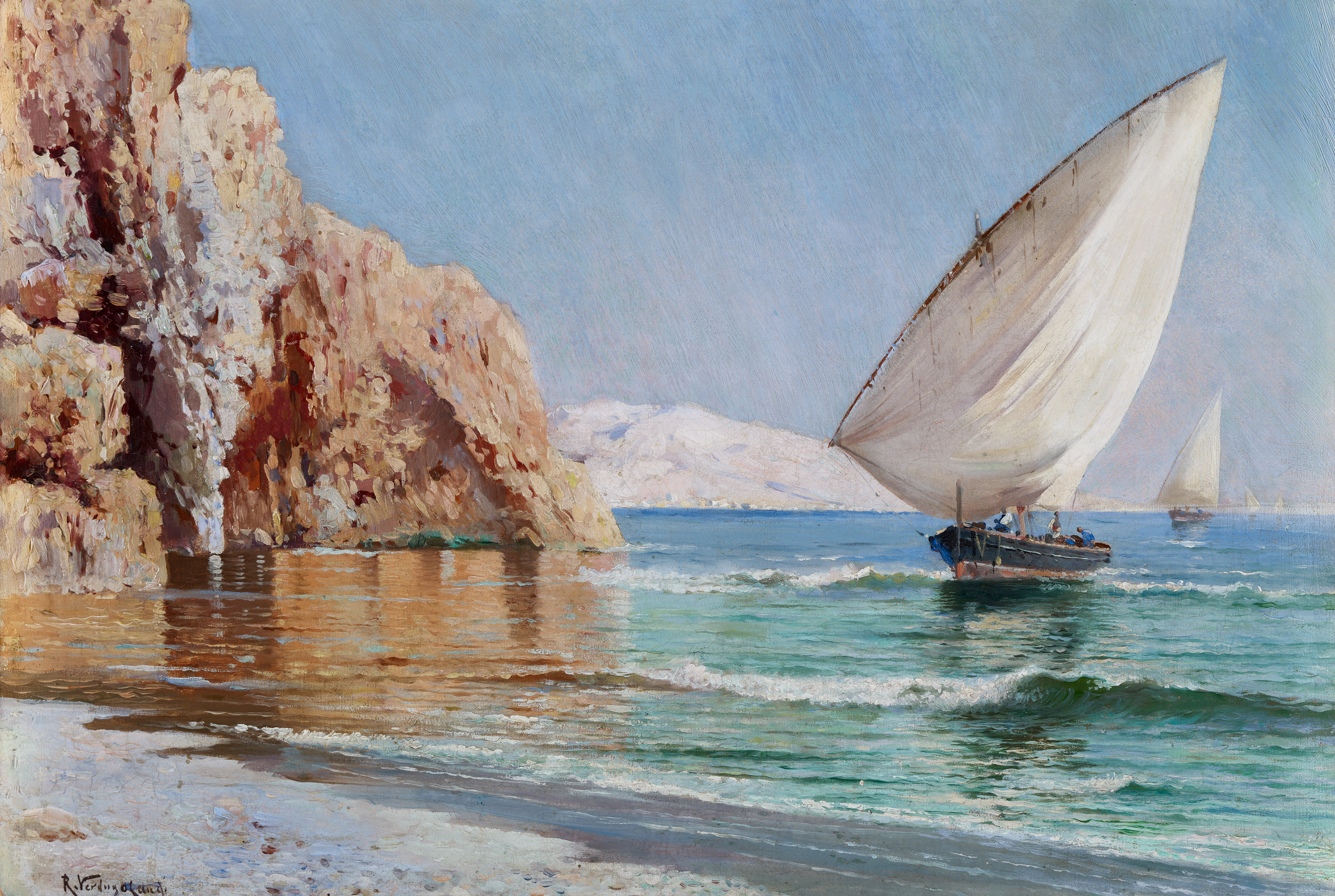
La llegada de las barcas (1910-1920). Óleo sobre lienzo, Museo Carmen Thyssen Málaga.
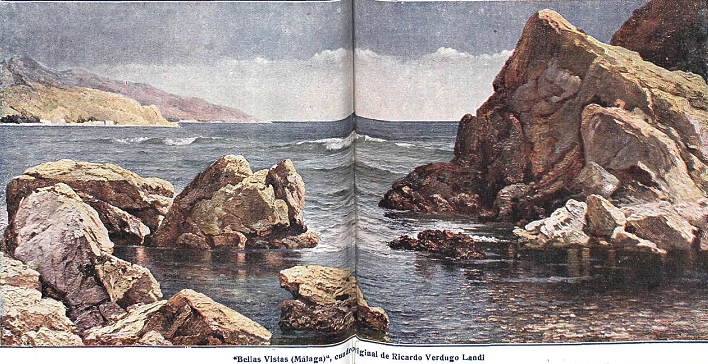
Bellas vistas (circa 1917), recogida en las páginas de la revista La Esfera.